# Carlos Cuadras
Carlos Cuadras est un boxeur mexicain né le 24 août 1988 à Guamuchil.

## Carrière
Passé professionnel en 2008, il devient champion du monde des poids super-mouches WBC le 31 mai 2014 en battant le thaïlandais Suriyan Sor Rungvisai le 31 mai 2014 par décision technique rendue au 8e round à la suite d'une profonde coupure du Mexicain au niveau d'une l'arcade sourcilière. Il fait ensuite match nul contre Jose Salgado le 20 septembre 2014. Le combat a été interrompu par l'arbitre au 4e round à la suite d'une coupure de Salgado consécutive à un choc de têtes.
Cuadras conserve son titre le 13 novembre 2014 par arrêt de l'arbitre au 6e round contre Marvin Mabait puis aux points le 4 avril 2015 face à Luis Concepcion ; au 5e round contre Dixon Flores le 15 août 2015 ; à nouveau aux points le 28 novembre 2015 contre Koki Eto et par abandon à la fin du 8e round face à Richie Mepranum le 23 avril 2016. Il est en revanche battu aux points par le boxeur nicaraguayen Román González (champion à cette occasion dans une 4e catégorie de poids) le 10 septembre 2016 puis contre Juan Francisco Estrada le 9 septembre 2017 et le 23 octobre 2020.